# Prudent-Jean Bruley
Pour les articles homonymes, voir Bruley (homonymie).
Pour les autres membres de la famille, voir Famille Bruley.
Prudent-Jean Bruley (Tours, 19 octobre 1759 - 20 janvier 1847) est un magistrat et homme politique français, maire de Tours et député.

## Biographie
Membre de la famille Bruley, famille établie en Champagne au XVIe siècle, Prudent-Jean Bruley est le fils de Bernard-Prudent Bruley, avocat du roi et conseiller au bailliage et siège présidial de Tours, et de Catherine Veron de La Croix (cousine germaine de François Véron Duverger de Forbonnais). 
Il rejoint à La Flèche la pension de l'abbé Henriquet, qui meurt peu après son arrivée. Ce dernier est remplacé par un prêtre nommé Le Royer, qui ne s'occupe pas de l'élève, qui rejoint alors le collège des Jésuites de Tours. Il sort du collège à 17 ans. Il rejoint ensuite Paris, il obtient par le frère de son père une place chez Corneille, procureur au Châtelet. Après des études en droit, il devient avocat. En 1782, il est second avocat du Roi au bailliage et siège présidial de Tours.
Son père lui lègue, en 1787, sa charge de président-trésorier général de France au bureau des finances de la généralité de Tours. Il renonce alors à ses fonctions d'avocat du Roi. Ces deux situations étaient réputées incompatibles.
Il devient commandant de la légion de la garde nationale de Tours en 1789.
Bruley fut nommé maire de la ville de Tours en 1790, puis, le 29 août 1791, député du département d'Indre-et-Loire à l'Assemblée législative, par 150 voix sur 279 votants, et siégea du côté des modérés.
Retiré dans la vie privée, il fut arrêté en 1793 et conduit à Paris, dans les cachots de la Force. Marqué pour l'échafaud, il ne dut, comme tant d'autres, son salut qu'à la réaction du 9 thermidor.
Sous le Consulat et l'Empire, devenu conseiller de préfecture, Bruley a été nommé trois fois membre du Conseil général d'Indre-et-Loire, dont il est devenu président et qu'il a souvent présidé, dont une nouvelle fois en 1830.
Bruley appartenait à la Société d'agriculture, sciences, arts et belles-lettres du département d'Indre-et-Loire dès sa fondation, en l'an V. Il la présida pendant cinq ans.
En 1784, pressenti pour épouser l'ainé des filles du maire de Tours Étienne Benoist de La Grandière, il épousa finalement Marie-Valentine Loiseau, fille de Valentin Loiseau, lieutenant général de Police à Tours, d'où un fils, Prudent Bruley, qui deviendra préfet. Il est l'ancêtre de Mgr Georges-Prudent-Marie Bruley des Varannes.